# 紫蓝鸦
紫蓝鸦（学名：Cyanocorax violaceus），是鸦科蓝鸦属的一种，分布于巴西、委内瑞拉、哥伦比亚、厄瓜多尔、圭亚那、秘鲁和玻利维亚。全球活动范围约为3,380,000平方千米。该物种的保护状况被评为无危。
紫蓝鸦的平均体重约为262.0克。栖息地包括亚热带或热带的湿润低地林、亚热带或热带严重退化的前森林、亚热带或热带的红树林和河流、溪流。